# L'attrice (serie televisiva)
L'attrice (Aktris) è una serie televisiva drammatica turca composta da 8 episodi, distribuita sul servizio di streaming Disney+ tramite il portale Star il 31 maggio 2023, con protagonisti Pınar Deniz e Uraz Kaygılaroğlu.

## Trama
Yasemin Derin, un'attrice famosa e sofisticata in Turchia, conduce da molti anni una doppia vita segreta. Inosservata dal pubblico, la sua seconda vita, che Yasemin riesce a nascondere dietro l'apparenza della sua fama, porta a una serie di eventi pieni di pericoli e segreti.

## Episodi
| Stagione       | Episodi | Pubblicazione Turchia | Pubblicazione Italia |
| -------------- | ------- | --------------------- | -------------------- |
| Prima stagione | 8       | 2023                  | 2023                 |

## Personaggi e interpreti
- Yasemin Derin, interpretata da Pınar Deniz.
- Fatih, interpretato da Uraz Kaygılaroğlu.
- Taner, interpretato da Ahmet Rıfat Şungar.
- Ahmet, interpretato da Tolga Tekin.
- Ekin, interpretata da İpek Çiçek.
- Güneş, interpretato da Şebnem Hassanisoughi.
- Mahzar, interpretato da Serhat Kılıç.
- Ateş, interpretato da Mert Ege Ak.
- Serkan, interpretato da Erol Babaoglu.
- Serkan, interpretato da Mark Lewis.
- Rafet, interpretato da Erdem Akakçe.

## Produzione
La serie è diretta da Soner Caner, scritta da Hakan Bonomo e prodotta da BKM.

## Riconoscimenti
- Pantene Golden Butterfly Awards
  - 2023: Premio come Miglior serie internet per L'attrice (Aktris)[11]